# Pseudosymblepharis
Pseudosymblepharis là một chi rêu trong họ Pottiaceae.